# برگس
برگس (به فرانسوی: Bergues) یک کمون در فرانسه است که در canton of Bergues واقع شده‌است. برگس ۱٫۳۲ کیلومتر مربع مساحت دارد.

## خواهرخوانده
شهر کنتربری خواهرخواندهٔ برگس هست.